# Роквілл (Алабама)
Роквілл (англ. Rockville) — переписна місцевість (CDP) в США, в окрузі Кларк штату Алабама. Населення — 47 осіб (2020).

## Географія
Роквілл розташований за координатами 31°24′21″ пн. ш. 87°50′39″ зх. д. / 31.40583° пн. ш. 87.84417° зх. д. (31.405776, -87.844212).  За даними Бюро перепису населення США в 2010 році переписна місцевість мала площу 7,27 км², уся площа — суходіл.

## Демографія
Згідно з переписом 2010 року, у переписній місцевості мешкали 43 особи в 15 домогосподарствах у складі 13 родин. Густота населення становила 6 осіб/км².  Було 29 помешкань (4/км²).
Расовий склад населення:
| - 97,7 % — білих - 2,3 % — чорних або афроамериканців |

До двох чи більше рас належало 0,0 %. Частка іспаномовних становила 2,3 % від усіх жителів.
За віковим діапазоном населення розподілялося таким чином: 23,3 % — особи молодші 18 років, 65,1 % — особи у віці 18—64 років, 11,6 % — особи у віці 65 років та старші. Медіана віку мешканця становила 39,5 року. На 100 осіб жіночої статі у переписній місцевості припадало 87,0 чоловіків;  на 100 жінок у віці від 18 років та старших — 83,3 чоловіків також старших 18 років.
Цивільне працевлаштоване населення становило 11 осіб. Основні галузі зайнятості: транспорт — 45,5 %.